# 角館のシダレザクラ

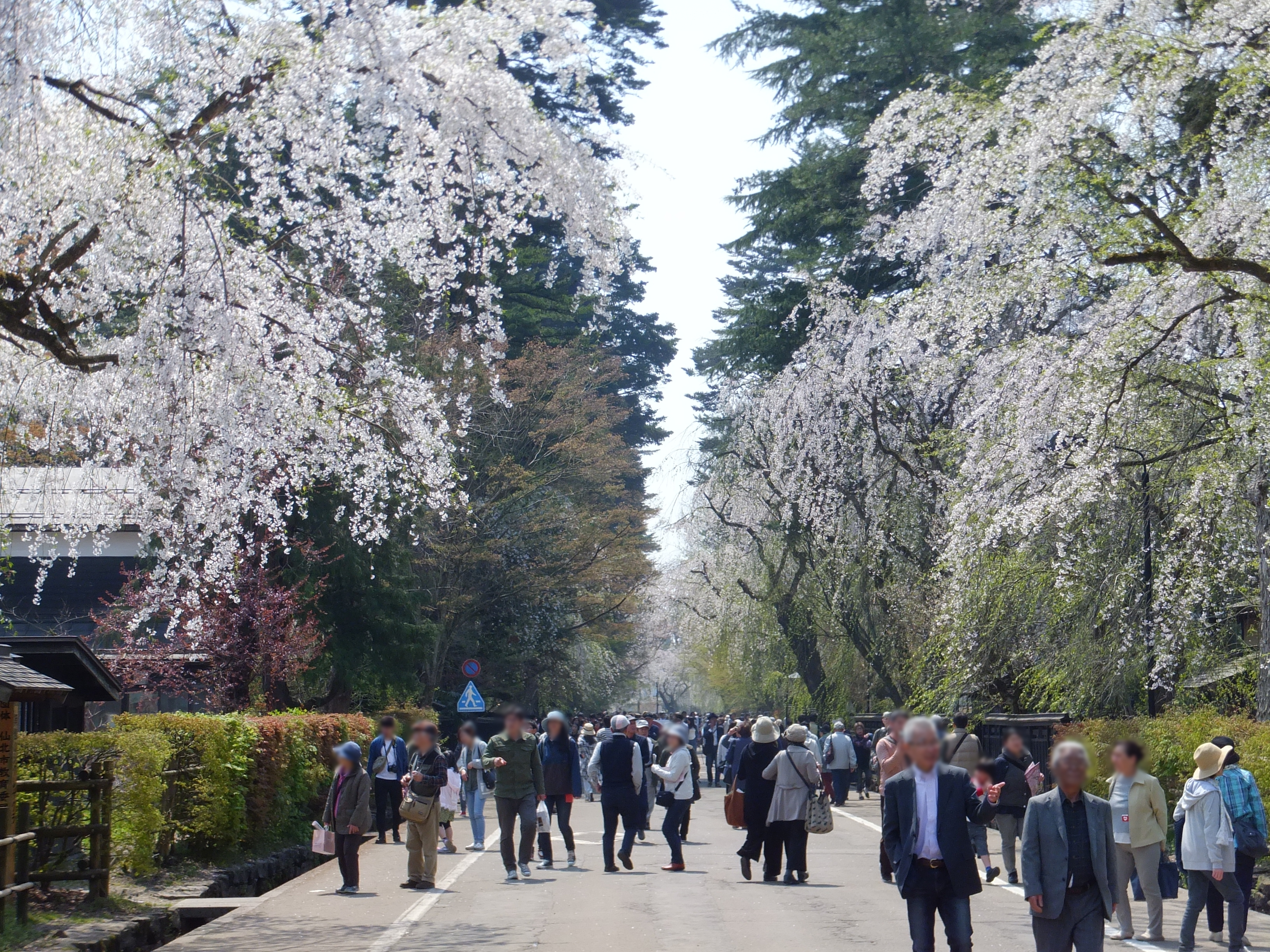
角館のシダレザクラと武家屋敷通り。
2018年4月28日撮影。

角館のシダレザクラ（かくのだてのシダレザクラ）は、秋田県仙北市角館町の武家屋敷通りの街路に沿った各戸に生育する、国の天然記念物に指定された淡紅色系シダレザクラ（枝垂桜）約150本の総称である。角館のシダレザクラの起源について確たる史料や記録は存在しないものの、伝承や口伝などから18世紀の末頃より武家屋敷の各戸に植えられはじめたエドヒガン系のシダレザクラが、今日生育する個体の直接の祖先であろうと推定されている。
城下町の市街地で先祖代々受け継がれたシダレザクラ群として、その規模と生育環境が「他所には類例のないもの」であるとして、指定時期としては比較的新しい1974年（昭和49年）10月9日に国の天然記念物に指定された。天然記念物に指定された「角館のシダレザクラ」は、特定のシダレザクラの単体樹木個体を指すのではなく、武家屋敷一帯に生育するシダレザクラの総称で、胸の高さでの直径が1メートル、樹高20メートルを超す巨樹を含む、150本近いシダレザクラ群が国の天然記念物に指定されており、1990年（平成2年）には日本さくら名所100選にも選定されている。
みちのくの小京都とも呼ばれる角館にあって、武家屋敷街の西側を流れる桧木内川左岸堤の国の名勝「檜木内川堤(サクラ)」のソメイヨシノの桜並木とともに、東北地方を代表する桜の名所として著名な観光地であり、毎年4月下旬の開花期になると、樹高の高い屋敷林に囲まれた黒板塀の趣のある町並みに伝統的な美観をもたらす。

## シダレザクラ群の経歴
角館のシダレザクラは、秋田県中東部の仙北市角館町にある、国の重要伝統的建造物群保存地区として知られる角館武家屋敷通り各戸の庭園や周辺に生育する、約400本のシダレザクラのうち、国の天然記念物に指定された約150本のエドヒガン系シダレザクラ群の総称である。この節では角館のシダレザクラに関する由来および経緯について解説する。

### 藩政時代

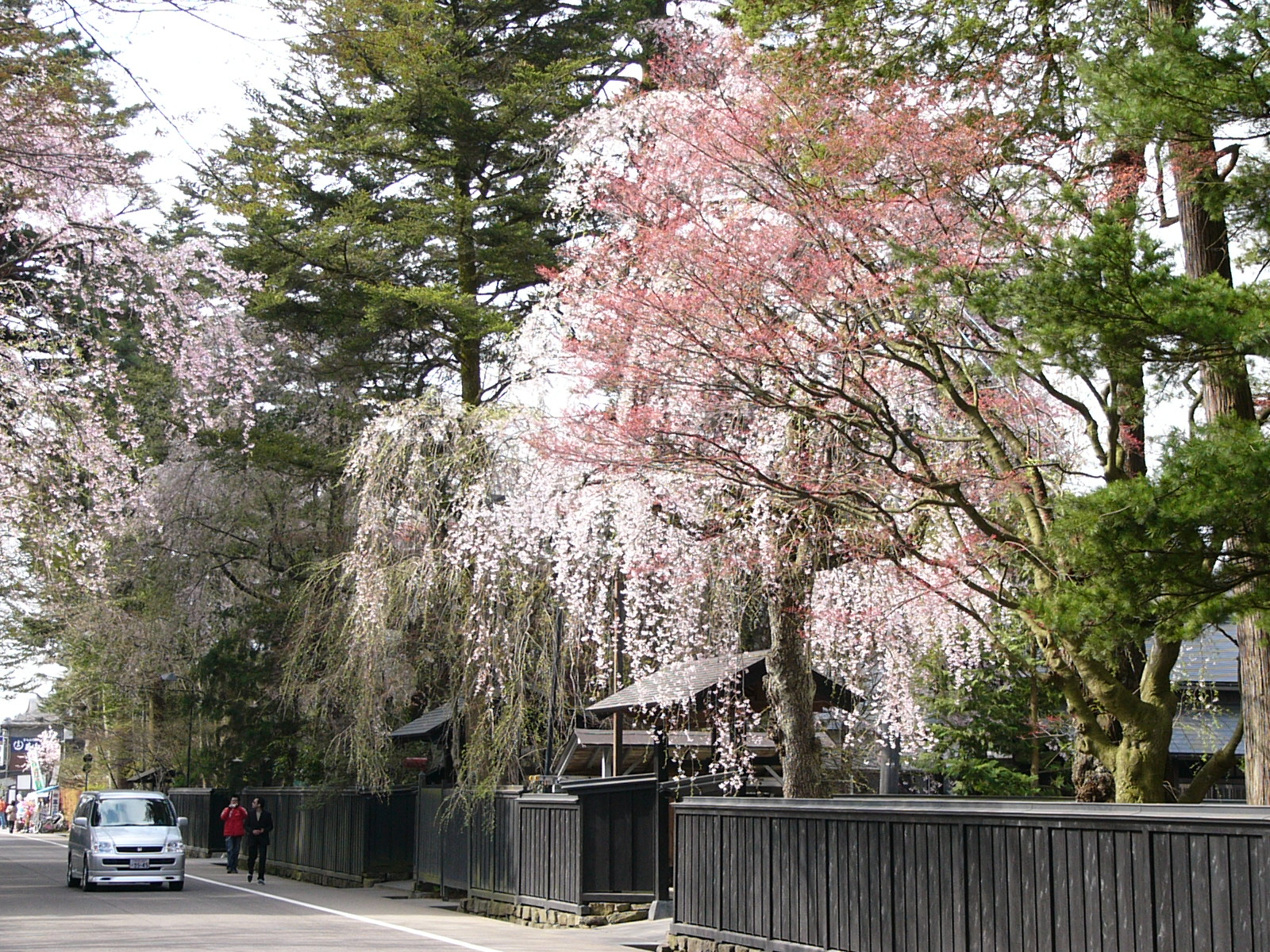
黒板塀とシダレザクラ。シダレザクラだけでなくモミやマツなど樹高の高い高木が多く生育し、武家屋敷一帯が緑豊かな森のような景観を見せる。
2006年5月3日撮影。

角館の武家屋敷通り一帯のシダレザクラの最初のはじまりが、植栽されたものなのか、あるいは実生であったのか、について書かれた史料は存在しないものの、その起源について次の2つの伝承が残されている。
1つ目は、1656年（明暦2年）に角館を治めることになった佐竹氏分家の佐竹義隣が、京の公家高倉家の高倉永慶の次男であり、この義隣が角館に入る際、京都からシダレザクラのひこばえを持参し移植したのが始まりとされ、一説によれば武家屋敷通りの東側の古城山（ふるしろやま）の麓にあるシダレザクラがその時のもので、今日も京都のシダレザクラの名所として知られる円山公園に隣接する祇園の八坂神社から移植されたとも言われている。
2つ目は、この義隣の長男である佐竹義明が1664年（寛文4年）に、右大臣三条西実条の孫娘を正室に迎え入れた際、嫁に出す三条家が嫁入り道具の中に京都のシダレザクラの苗木を3本持たせたとも伝えられている。ただし、いずれも確たる史料や文献などが存在しないため、真偽のほどは定かではない。
一方、角館のシダレザクラそのもの自体について、確実な記録の残る最古のものは、それから約100年後の1770年代（明和から安永年間）のもので、久保田藩（秋田藩）藩士で国学者でもあった「益戸滄洲（ますどそうしゅう）」が、 角館在住の国学の門徒「梅津定石工門」の屋敷を度々訪れ目にした、梅津家の庭園にあるシダレザクラの巨樹について記した文書がそれで、その美しさに感嘆した滄洲は梅津家のシダレザクラを次のように形容している。
梅津家の庭園に生育するシダレザクラはかなりの巨樹であったと考えられ、仮にこの時点での樹齢が100年以上の老樹であったと想定すると、植栽された時期は1670年代となり、佐竹北家初代義隣が角館を治めていた時代、すなわち前述した2つの伝承の時代に相当することになる。この梅津家の所在地は武家屋敷町の一角、東勝楽丁西側、旧仙北市市役所角館庁舎の北側にあたる。
その後は、この梅津家のシダレザクラを親木として、武家屋敷の各屋敷の庭園に植えられていったといわれ、角館の寺子屋で『烏帽子於也』という教科書として使用された文書中には「両側並ふ糸桜・火除の土手の糸柳」との記述が見られ、江戸時代末期から大正期に活動した角館出身の日本画家、西宮禮和（にしのみやれいわ）による『角館の四季　春　勝楽町観桜之図』で「江戸期のシダレザクラ」として描かれるなど、18世紀末頃からは角館のシダレザクラに関する様々な記録が残されている。

### 明治維新後
明治維新による廃藩置県により久保田藩（秋田藩）も廃藩され、角館を治めていた佐竹北家や武家の人々も戊辰戦争の参戦などを経て藩としては解体されるが、東勝楽丁地区や表町地区一帯各戸の武家の屋敷や庭園は残され、シダレザクラを含む各戸の庭木も、そのまま維持されたと考えられている。
もともとシダレザクラをはじめモミやマツ・イチョウなどの屋敷林は、建物を雪害や火災などから守るための意味もあって藩政時代から植樹されてきたものであるが、角館は1882年（明治15年）の大火をはじめ、江戸時代末期から明治後期にかけ複数回火災の被害に遭っている。特に1900年（明治33年）5月21日に起きた大火は被害が大きく、角館のシダレザクラの親木と言われていた「無二園」「梅津定之丞邸内」のシダレザクラの老樹をはじめ、大半のサクラが焼失してしまったという。
ただ、幸いなことに武家屋敷通りの北と南の両端に位置する東勝楽丁の北端と表町への延焼は免れたため、この時に生き残ったシダレザクラの老樹や苗木が、その後、武家屋敷各戸に植栽されていき、老樹を含むそれらの個体群が生育したものが、武家屋敷通りで見られるシダレザクラ群の景観である。
角館のシダレザクラはエドヒガン系統の変種であることが分かっており、それぞれの花色や樹形には多くのバリエーションがある。サクラに限らずシダレ系の樹木は実生から生育することは容易でないため植栽されたものがほとんどであるが、角館のシダレザクラは多種多様な変種が見られることから、多くの個体は実生による繁殖であろうと推定されている。また、花の色は「白系」「紅系」「淡紅系」であるが、特に「白系」が多いことが特徴であり、京都のシダレザクラが「白シダレ」を主体とすることから、文献上の記録こそ存在しないものの、角館のシダレザクラは京都からの移入であることが推定されるという。
その後、角館のシダレザクラ群は大きな被害等もなく生育していったと考えられるが、明治期末、大正期、昭和初期にかけての角館は、今日の「みちのくの小京都」のイメージで語られるような観光地としては認識されておらず、各種文献や書物でも武家屋敷通りをはじめシダレザクラに関する記述や記録がほとんど存在しないため、この期間のシダレザクラがどのように扱われていたのかは明らかになっていない。
いずれにしても角館のシダレザクラは古くから京都との深い由縁が言い伝えられてきたことは確かで、かつて角館を訪れた歌人の斎藤茂吉は、角館と桜、角館と京都の繋がりを偲んで次の短歌を詠んでいる。

## 観光地としての角館と天然記念物の指定

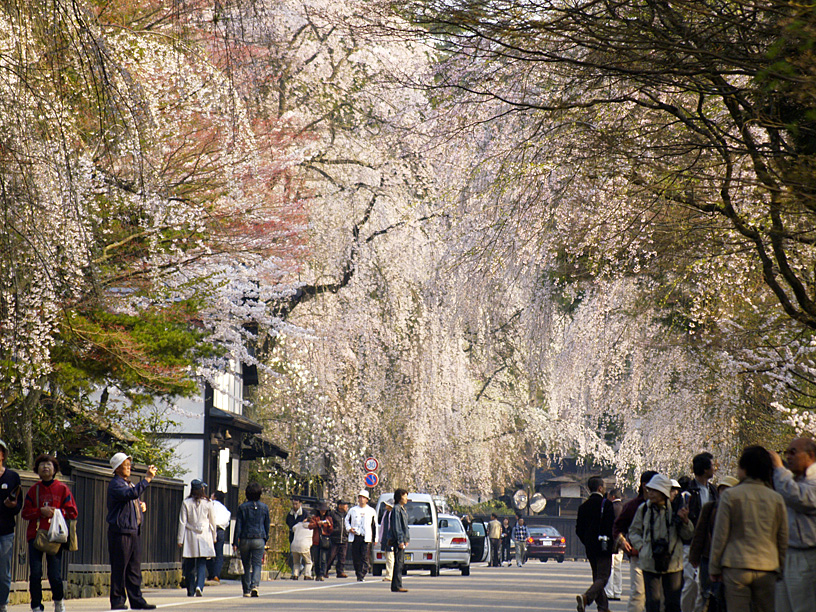
黒板塀の内側から道路を覆うように張り出して咲くシダレザクラ。2007年5月3日撮影。

この節では、角館のシダレザクラや檜木内川堤のソメイヨシノ、武家屋敷通りの伝統的建造物群に対する文化庁による天然記念物および名勝の指定、重要伝統的建造物群保存地区の選定が、当時の人々の観光資源への価値観に与えた影響について解説する。

### 秋田の観光における角館の認識
明治期から昭和初期にかけての日本人、特に藩政期の建造物や地割区画が多く残る当時の地方部の人々にとって、屋敷林を備えた落ち着きのある角館の町並みは、ごく日常の生活を営む普通の「住居」にしか見えず、その地域特有の特徴や特色があるとは思わず、特段意識されることはなかったと考えられている。
日本において観光が一般化した大正期から昭和初期にかけて、今日で言う旅行ガイドブックのようなものが多数出版されるようになったが、例えば1924年（大正13年）の『秋田縣案内』では、角館について次のように簡素に書かれている。
この『秋田縣案内』では「秋田の京都」「花の角館」といった、今日でも角館の特徴と言える表現が用いられているが、書籍本文全体に占める角館の割合は極わずかであり、秋田県内の観光名所として写真付きで大きく扱われているのは十和田湖、男鹿半島、田沢湖の3か所である。
昭和期に入った1929年（昭和4年）に地元角館の郷土史家武藤鐵城が著した『角館の歴史』でも、義隣や京都の話は出てくるが、建築物やシダレザクラについては触れられていない。また、1973年（昭和48年）に当時の角館町が編纂した自治体史の『角館誌』明治・大正時代編には、1927年（昭和2年）の角館周辺の観光統計が記載されており、それによれば昭和2年当時の角館周辺の観光統計として、田沢湖や抱返り渓谷の訪問人員統計はあるものの、シダレザクラはおろか武家屋敷通りも調査の対象にすらなっていない。これらのことから、少なくとも昭和の中頃までは角館の町並みが秋田県を代表する観光地と捉える認識は、地元の人々の間でもなかったと言える。

### 国の天然記念物指定および重伝建地区選定と観光地化

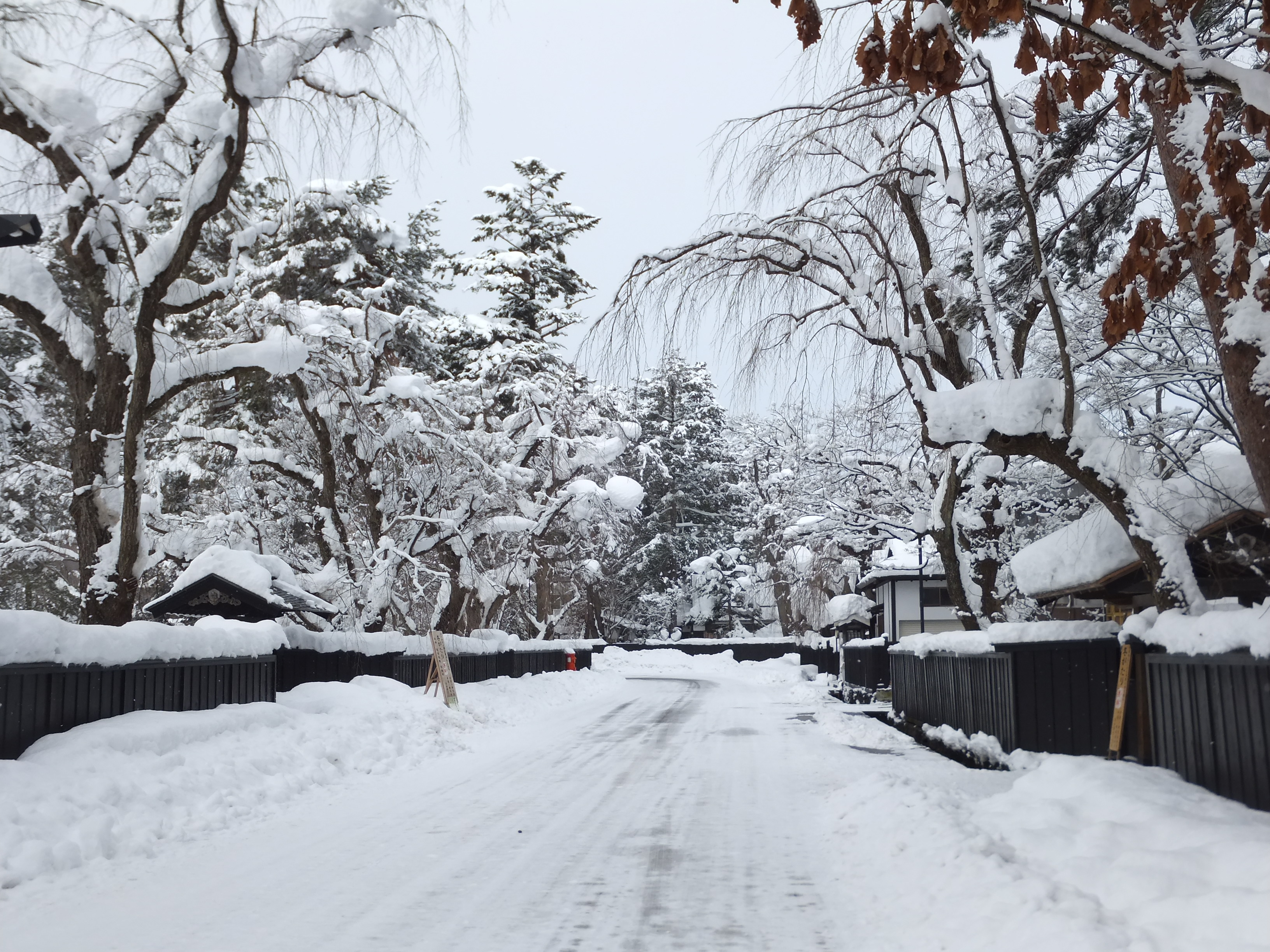
冬の角館のシダレザクラ。
積雪期でも枝垂れた枝が道路へ張り出している。2012年1月8日撮影。

武家屋敷通り一帯のシダレザクラは1953年（昭和28年）に「角館の枝垂桜」として秋田県の天然記念物の指定を受けているが、このような文化財保護法上の記念物が、必ずしも即座に一般的な観光の対象となることはなかった。このころから角館のシダレザクラや武家屋敷などが徐々に知られ始めてきたものの、角館が秋田県の代表的な観光地という認識は1970年（昭和45年）頃まではなかったという。
1964年（昭和39年）に角館町観光協会が発足し、羽後交通により田沢湖 - 盛岡間のバス路線運行が開始され、1967年（昭和42年）の日本交通公社の発行する雑誌『旅』4月号に、武家屋敷や桧木内川堤のサクラが紹介されたものの、角館が秋田県を代表するような観光地の一つになるのはもう少し先のことである。
折しも日本国有鉄道（国鉄）によるディスカバー・ジャパンと銘打った個人旅行客の増大を目的にしたキャンペーンが1970年（昭和45年）から始まり、女性旅行者の増大や個人旅行がブームとなり、日本各地に残る古い町並みなどの価値が再認識されるようになり、旅行先としても注目され始めた。今日ではよく知られた重要伝統的建造物群保存地区、通称「重伝建」と呼ばれる日本各地の伝統ある町並みの保全制度は、この約5年後の1975年（昭和50年）に発足することとなるが、角館の武家屋敷通りは制度開始時に日本全国から最初に選定された7件のうちの1つであった。
武家屋敷通りのある東勝楽丁や表町の一帯は、角館駅から徒歩で約20分ほどと、駅から徒歩圏内であることも幸いし、角館は1970年半ばから個人客を中心とした観光客が急速に増加し始め、特に桜の開花期や秋の紅葉時など多数の個人旅行者が訪れるようになった。一方、団体旅行の目的地としても角館は注目されはじめ、実例として1974年（昭和49年）の春、ある大手旅行会社より「武家屋敷群を見学するツアーを企画したいので、屋敷内を公開して欲しいのですが…、4月下旬の桜の時期に合わせて観光バスを入れられますか…」といった問い合わせが当時の角館町の観光課にあり、旅行会社と角館町双方による協議や受け入れ調整が実施され、団体バス利用による角館の武家屋敷通りとシダレザクラ群の観光ツアーが同年4月26日に初めて行われた。
これらのことは角館の観光地としての注目度が、自分が住む地域であるがゆえに、その魅力に気付かず、地元よりも県外のほうが高かったことを意味しており、ディスカバー・ジャパンや「古き良き日本」を再発見する新しい余暇の過ごし方といった、当時の日本の時流に角館の魅力は合致することになった。鉄路だけでなく1970年代に急速に普及した自家用車と、地方部における道路網の整備なども追い風となり、風情のある武家屋敷群とそれらを取り巻くシダレザクラを中心とした屋敷林の緑豊かな景観は一躍脚光を浴びるようになった。

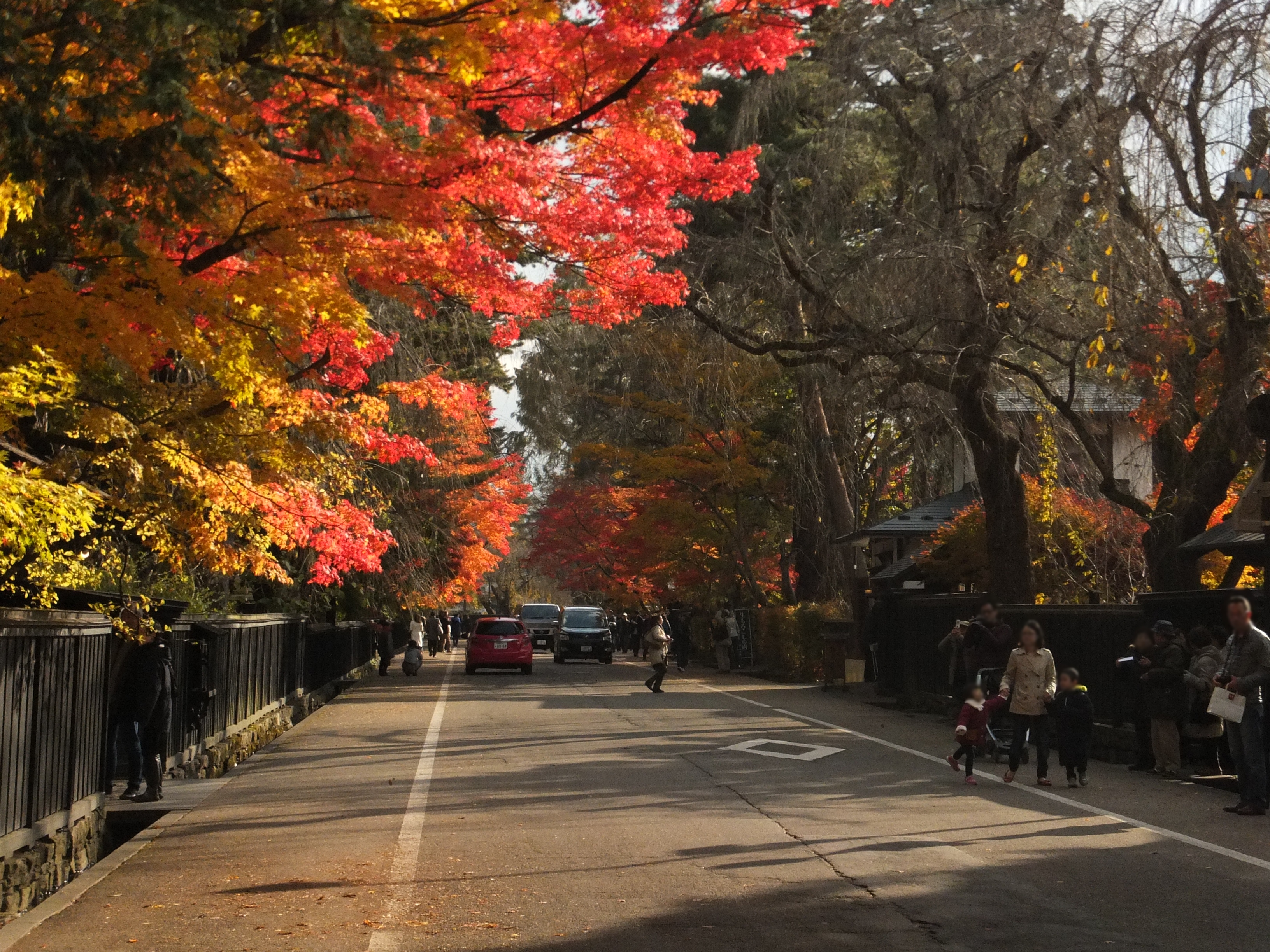
色付く秋の角館の武家屋敷通り。
画像右側のシダレザクラはほぼ落葉している。2016年11月6日撮影。

こうした中、当時の文化庁は前述した重伝建の観点だけでなく、角館の文化的景観価値を総体的に捉え、秋田県の天然記念物であった武家屋敷通りの枝垂桜を「角館のシダレザクラ」の指定名称で1974年（昭和49年）10月9日に国の天然記念物に指定した。指定範囲は東勝楽丁から表町にかけた南北に細長い武家屋敷通り両側の敷地を含め指定され、天然記念物に指定されたシダレザクラの本数は当初153本であった。
翌1975年（昭和50年）には武家屋敷西側を流れる桧木内川の左岸（東岸）堤防上に2キロメートル続くソメイヨシノの桜並木が「檜木内川堤（サクラ）」として国の名勝に指定され、更に翌1976年（昭和51年）には前述した重要伝統的建造物群保存地区に選定されるなど、角館はサクラの城下町というイメージが定着したのは1970年代前半から1976年（昭和51年）にかけた数年間と考えられている。
このように角館は、1974年（昭和49年）10月の国の天然記念物の指定「角館のシダレザクラ」、1975年（昭和50年）2月の国の名勝の指定「檜木内川堤（サクラ）」、1976年（昭和51年）9月の国の重要伝統的建造物群保存地の選定「仙北市角館」といった、国の文化財保護法による文化財として一種のお墨付きのようなものを、わずか2年弱の間に立て続けに、3種類もの国の文化財指定・選定を受けたという稀有な事例となり、観光の対象をめぐる社会的な認識や時代の価値観などの影響を大きく受けて形成されたという意味においても特筆される観光地となった。
特に、これまでの天然記念物の指定は樹木単体、あるいは植物群落、生育地といった、あくまでも自然物のみを対象に捉えた指定が一般的であったが、角館のシダレザクラの天然記念物の価値は自然物としてだけではなく、文化庁の指定解説文で「市街地内に古くから受けつがれたシダレザクラ群」と記されたように、武家屋敷通りの建物群と一体をなす文化的環境全体を含んだ「面的」な価値にあり、この点に関しても従来にはないエポックメイキング的な国の天然記念物の指定であった。

## シダレザクラの現状把握と保存管理計画の策定
国の天然記念物指定から25年が経過した1999年（平成11年）度から翌年にかけ、角館のシダレザクラを管理する当時の角館町（現、仙北市）では、今後の保全策の検討や、個々の生長比較を得るための基本データ取得を目的に、国や秋田県の補助事業として緊急調査事業を実施した。この節では角館のシダレザクラの生育状況調査と保全計画について解説する。

### シダレザクラ緊急調査事業と結果概要

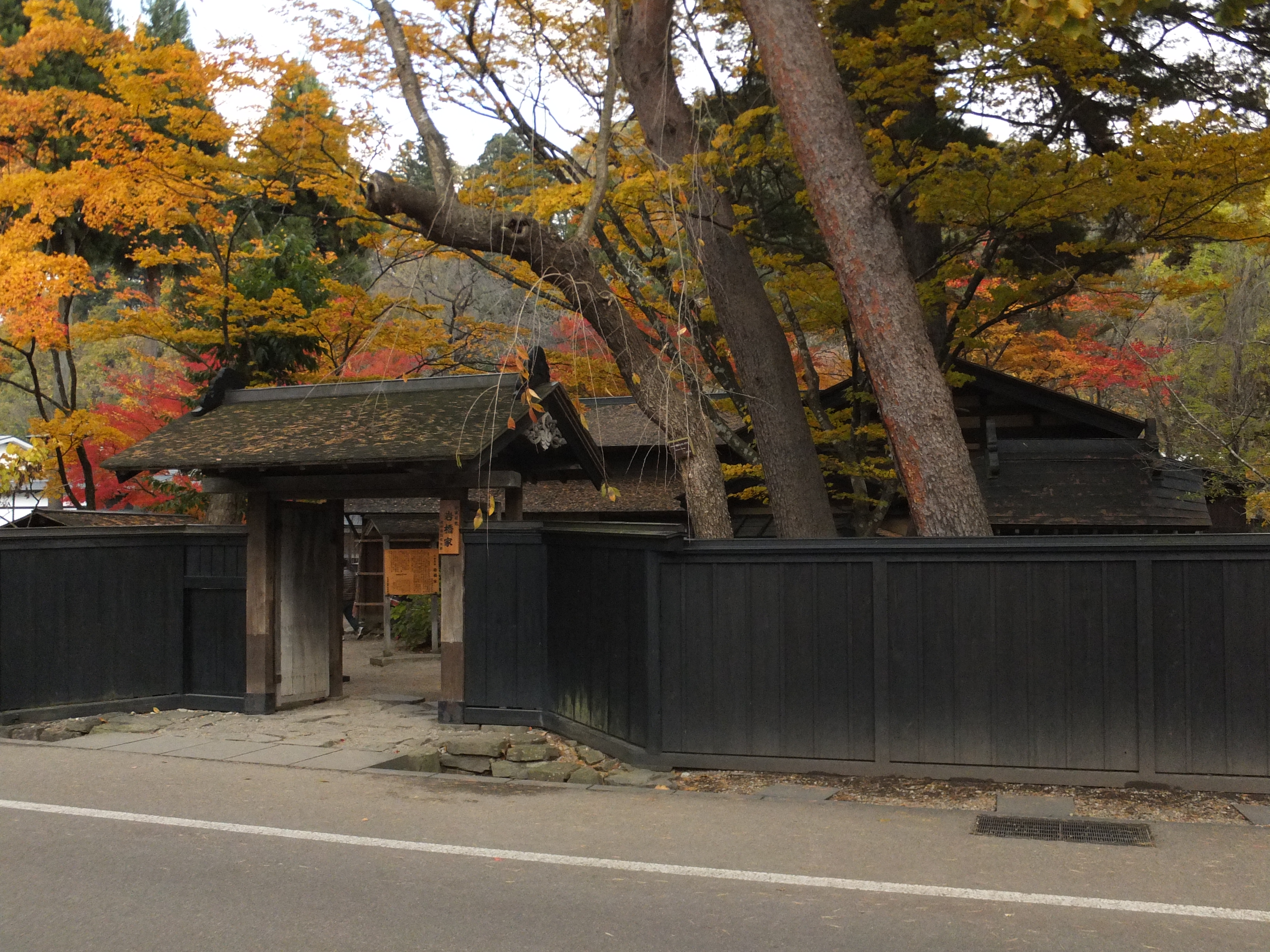
武家屋敷通りに面した岩橋家。
シダレザクラだけでなくマツやモミなど樹高の高い木々が生育する。2016年11月6日撮影。

先述したように観光客の急激な増加にともない、角館をとりまく様々な環境が変化していく中で、シダレザクラの生育環境も大きく変わっていった。具体的には、武家屋敷通りの路盤強度確保のための道路の嵩上げや、同時に行われたシダレザクラの根回りの盛土、また側溝の改良や下水道整備等による根回り周辺の掘削などにより、一部のシダレザクラの樹勢が衰弱し始めた。このことに危機感を持った角館町は、大学の教員、サクラの専門家、地元の代表者などから構成されるメンバーによって調査及び対策の検討が行われた。
天然記念物指定時には153本であった指定樹のシダレザクラは、この調査の段階で6本減って147本になっており、そのうちの1本は1981年（昭和56年）の台風により倒伏したことが記録に残っていたが、その他の5本に関しては何らかの理由により枯死、あるいは伐採されていた。残存する147本の指定樹について、個々の詳細な生育状況や土壌の調査が実施されることとなり、大学教員や樹木医、関係機関の専門家らで構成される「保存管理計画策定委員会」が組織され、その調査をもとに衰退状況を数値化し5段階で区分したものが次の表である。なお、この調査では檜木内川堤のソメイヨシノについても同様の調査が行われ、参考としてその衰退度調査結果も比較して示す。
| 衰退度区分 | 角館のシダレザクラ | 角館のシダレザクラ | 檜木内川堤のソメイヨシノ | 檜木内川堤のソメイヨシノ | 評 価                            |
| 本数       | 比率               | 本数               | 比率                     |                          |                                  |
| ---------- | ------------------ | ------------------ | ------------------------ | ------------------------ | -------------------------------- |
| 衰退度1    | 0本                | 0％                | 29本                     | 7.0％                    | 健全（殆どが若木）               |
| 衰退度2    | 80本               | 54.4％             | 154本                    | 37.7％                   | 衰退は見られるが概ね健全         |
| 衰退度3    | 57本               | 38.8％             | 209本                    | 51.1％                   | 衰弱は中程度で治療を要する       |
| 衰退度4    | 10本               | 6.8％              | 17本                     | 4.2％                    | 明らかに異常が見られ治療を要する |
| 衰退度5    | 0本                | 0％                | 0本                      | 0％                      | 枯死又は生育の見込みの少ないもの |
| 計         | 147本              | 100％              | 409本                    | 100％                    |                                  |

このような結果となり、檜木内川堤のソメイヨシノと比較として、若い樹齢の木が無いため衰弱度区分1は無く半分以上が区分2であった。一般的にソメイヨシノと比べて長寿であるエドヒガン系のシダレザクラの状態は好結果であり、実施調査でも腐朽した部位を持つ個体は極めて少なかった。その一方で衰弱度4とされた10本は、モミやイチョウ、マツなどの高木が近接する個体であるため日当たりが良くなく、高木によって太陽光が遮られており、植物学用語で「被陰（ひいん）または被圧」と呼ばれる状態によって衰弱したと考えられた。
しかし、これら樹高の高い木々はシダレザクラとともに角館の美観を構成する一角を担う景観樹でもあり、重伝建に選定されて以降、これらの庭木も保護樹木として保全の対象とされてきたため慎重に扱う必要がある。また、土壌に関する環境も樹木毎に異なり、被陰にかかわる影響と根回りの土壌を樹木毎個別に考察するため、指定樹147本のシダレザクラは1本ずつナンバリングされ、さらに詳細な生育環境調査が行われた。
| 衰退度区分/5段階 1（健全）-5（衰退） | 個体数 | 樹高 単位メートル | 胸高直径 単位センチメートル | 樹冠面積 単位平方メートル | 被陰度/5段階 1（明）- 5（暗） | 花の量/3段階 1（少）-3（多） | シダレ度/5段階 1（小）-5（大） |
| ------------------------------------ | ------ | ----------------- | --------------------------- | ------------------------- | ----------------------------- | ---------------------------- | ------------------------------ |
| 衰退度1                              | --     | --                | --                          | --                        | --                            | --                           | --                             |
| 衰退度2                              | 80本   | 12.0              | 60.3                        | 53.1                      | 1.5                           | 1.7                          | 3.1                            |
| 衰退度3                              | 57本   | 11.0              | 56.4                        | 50.1                      | 1.9                           | 1.1                          | 2.5                            |
| 衰退度4                              | 10本   | 8.8               | 64.2                        | 20.3                      | 2.3                           | 0.9                          | 2.1                            |
| 衰退度5                              | --     | --                | --                          | --                        | --                            | --                           | --                             |

| 被陰度区分/5段階 1（明）-5（暗） | 個体数 | 樹高 単位メートル | 胸高直径 単位センチメートル | 樹冠面積 単位平方メートル | 衰退度/5段階 1（健全）- 5（衰退） | 花の量/3段階 1（少）-3（多） | シダレ度/5段階 1（小）-5（大） |
| -------------------------------- | ------ | ----------------- | --------------------------- | ------------------------- | --------------------------------- | ---------------------------- | ------------------------------ |
| 被陰度1                          | 64本   | 10.5              | 62.9                        | 73.6                      | 2.4                               | 1.7                          | 3.0                            |
| 被陰度2                          | 33本   | 11.7              | 56.2                        | 69.4                      | 2.4                               | 1.3                          | 2.8                            |
| 被陰度3                          | 24本   | 11.6              | 57.8                        | 73.2                      | 2.7                               | 1.3                          | 2.7                            |
| 被陰度4                          | 9本    | 12.7              | 50.7                        | 57.9                      | 2.7                               | 1.0                          | 2.8                            |
| 被陰度5                          | 17本   | 13.4              | 56.3                        | 75.8                      | 2.9                               | 1.0                          | 2.3                            |

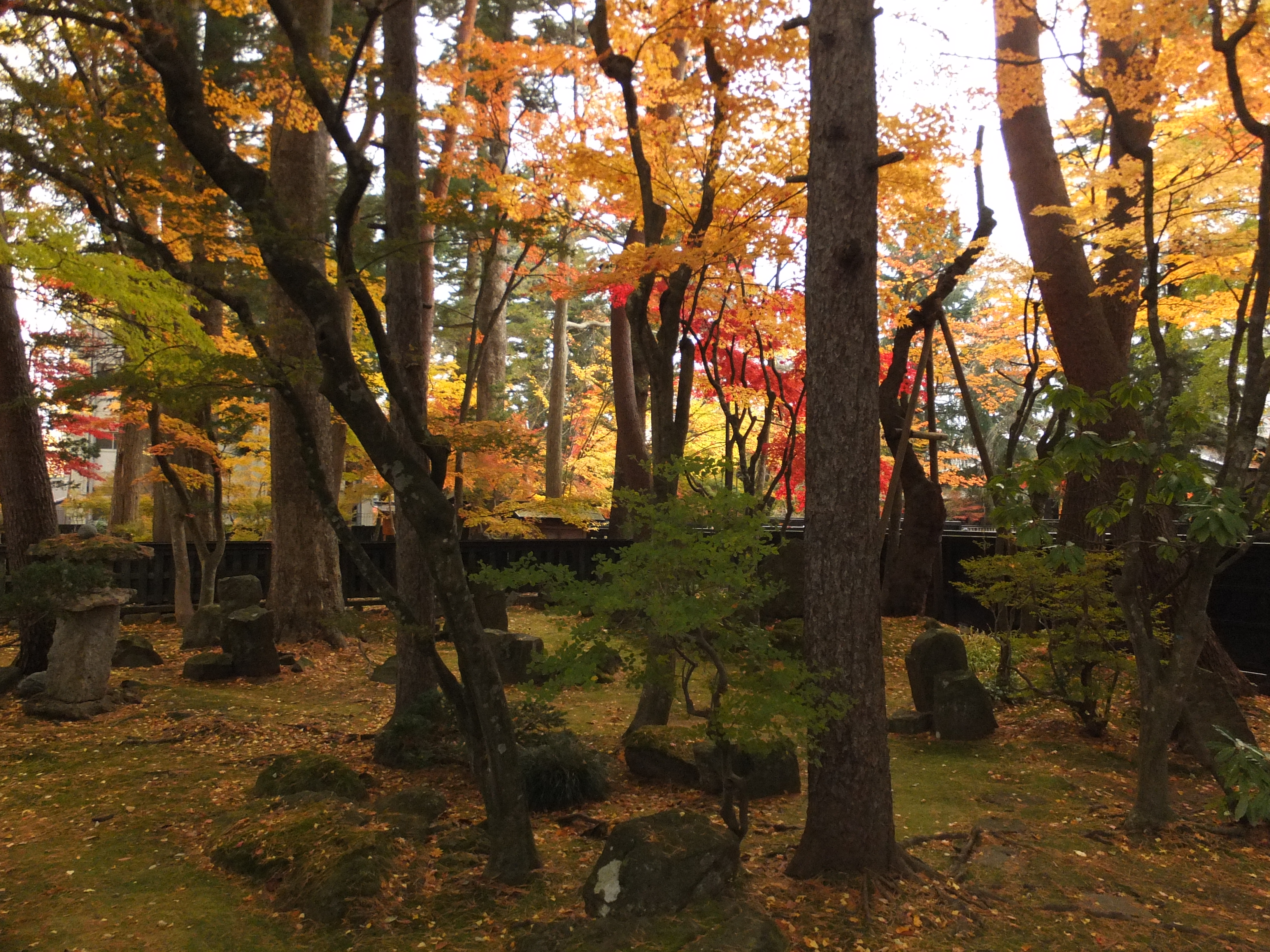
角館河原田家住宅の庭園。武家屋敷通り中央部付近に所在するが、個人宅の庭園とは思えないほど樹木が生い茂り高木も多い。2016年11月6日撮影。

これらの調査結果をまとめると、指定樹147本の平均樹高は11.4メートル、平均胸高直径は59.0センチメートルであったが、その数値には個体差が大きくあり、樹高は5.1メートルから19メートルまで、胸高直径は28センチメートルから117センチメートルと一様ではなく、国指定の申請時に行われた1973年（昭和48年）の平均値と比較すると、直径は平均約9センチメートル増加しているのに対し、樹高は平均で約0.9メートル低くなっており、かつて樹高が高かった個体ほど樹高が低下していることが判明した。これは枯損した樹幹の最上部分が切断された個体が多かったことを示しており、詳細に調査した被陰との関連性から、著しく被陰の影響を受けている個体ほど衰退度が高く、同時に「枝垂れ」や「花の量」も少ないことが明らかにされた。
枝張りについては、主幹から四方へ張り出した平均値は4.7メートル、平均面積は80.9平方メートルであり、主幹の太い樹木ほど枝張りが広いという一般的な樹木の特徴は当てはまらず、むしろ樹木個体固有の生育環境に大きく左右されることが分かった。やはり被陰による影響が大きいと考えられ、遮蔽物の少ない道路側に面した指定樹ほど大きくなる傾向がある。黒板塀を乗り越えて道路側へ張り出して枝垂れるシダレザクラ特有の生態や樹形が、角館のシダレザクラの場合、美観等の景観面だけでなく、シダレザクラ自体の生育面にとってもプラス要因になっており、道路側に面した個体は「枝垂れ」や「花の量」も概ね良好であった。
一方、外観だけだは分かり難い地中の根については、全ての樹木に対して根回り周辺を掘削して確認するわけにもいかないため、7か所を選定し試掘を行い土壌を調査した。国の天然記念物に指定されたエリア内の武家屋敷通り一帯は、全体的に人間生活の影響を受けた土壌が多く、特に表層土壌は盛土など人為的な改変が行われてきた歴史があるため、角館では特定の場所を定めて土壌の特徴を定義づけることは困難であった。ただ、全般的には砂質を主体とする共通点が認められ、水はけのよい透水性を備えた土壌でサクラの生育環境としては問題ないものと推察された。

### 保存修理事業と管理計画の方向性
1999年（平成11年）から2か年にわたって行われた調査結果をもとに、2002年（平成14年）3月に当時の角館町は「角館のシダレザクラ保存管理計画」を策定した。この事業では次の5つの方向性、指針が示された。
1. シダレザクラの樹勢の維持・回復を図る。
2. 歴史的景観との調和を図る。
3. 保護意識の醸成を図る。
4. 住民生活や観光との共存・調和を図る。
5. 規制内容の明確化と周知を図る。

国の天然記念物に指定された「角館のシダレザクラ」は、その多くが個人所有の各戸に生育するため、保存管理の策定には文化財の保護という側面だけでなく、人間生活との両立を図ることが必須であるため、適切な管理、立案、実施など、関係行政部局と地域住民との合意形成や連携に際し、角館町役場が両者を取り持つ役割を担うことが、よりよい方向へ進めていく上で重要であった。
管理計画に基づいて、樹勢回復を目的とする保存修理事業が2002年度（平成14年度）から2007年度（平成19年度）にかけて行われた。前述したナンバリングされた指定樹について、土壌改良、根系の通気工事、盛土の除去、逆伏U字溝を使った根系誘導工事、保護柵の設置、隣接樹の適切な剪定、以上6項目の工法を個別に状況を判断しながら5年という長期間にわたり慎重に施工された。

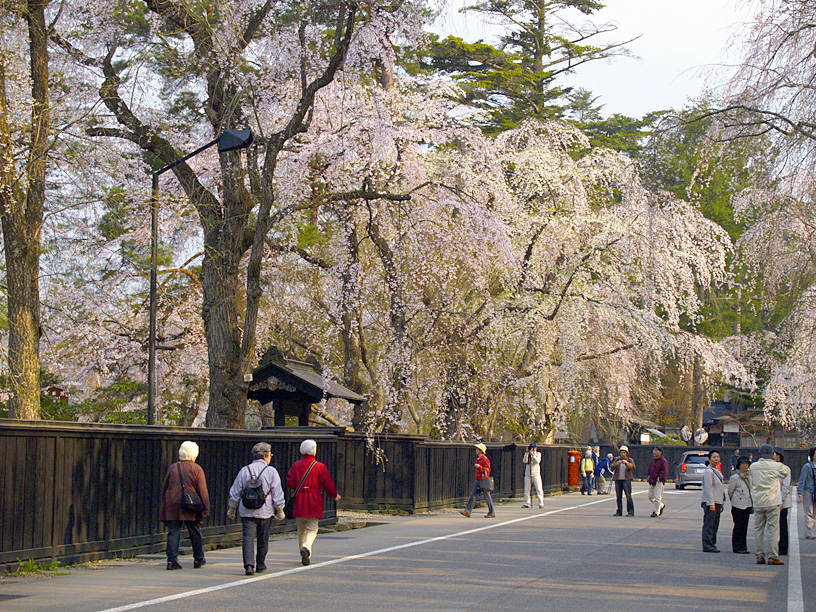
黒坂塀と角館のシダレザクラ。2007年5月3日撮影。

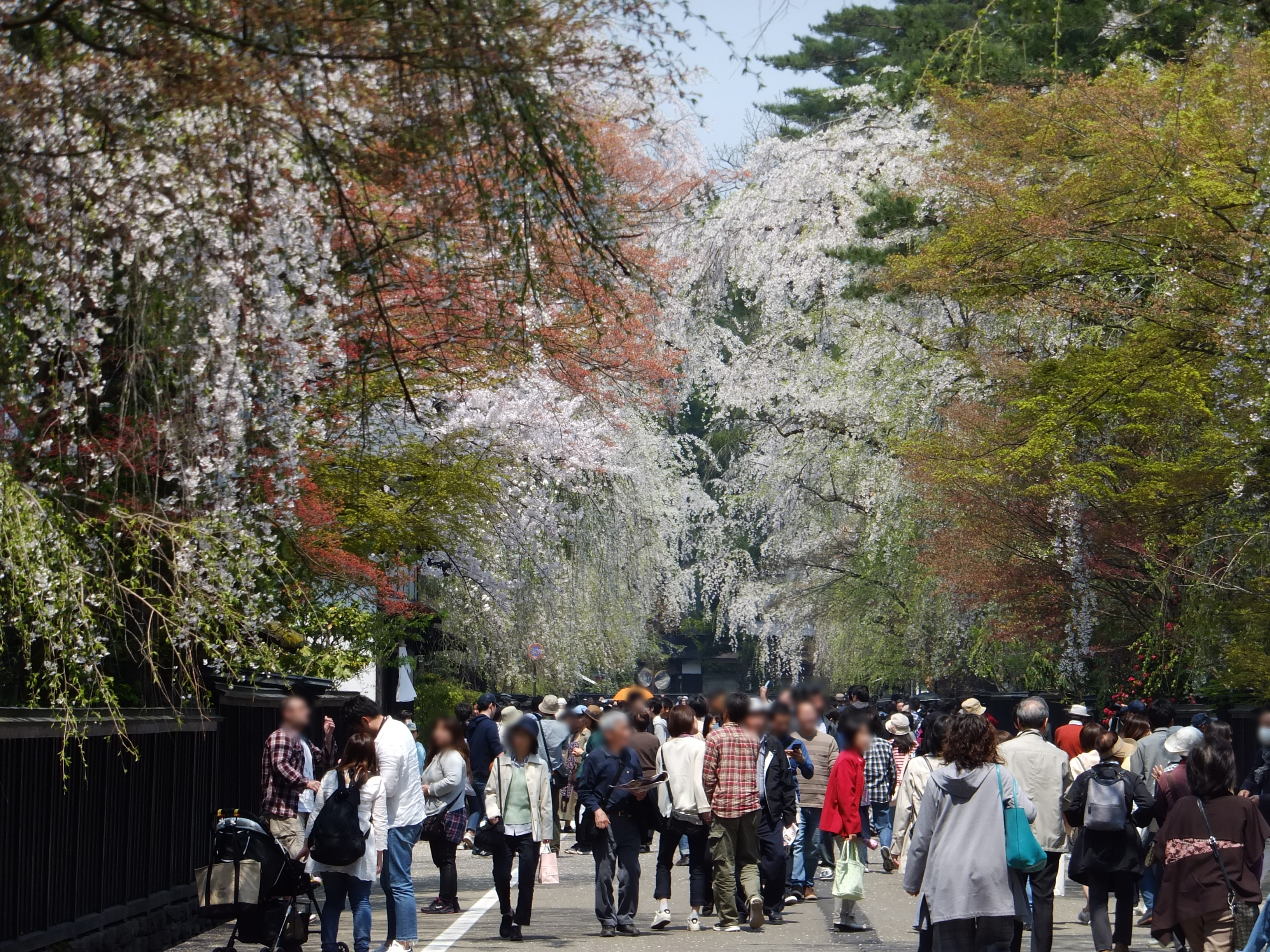
観光客でにぎわう満開の角館のシダレザクラ。2018年4月28日撮影。

施行期間中の2005年（平成17年）9月20日に角館町は、いわゆる平成の大合併で同郡の仙北郡田沢湖町、西木村と合併して仙北市となった。角館のシダレザクラ保存管理計画策定事業は、新設された仙北市教育委員会文化財課を管理部署として、従来の角館町の担当者が引き継ぐ形で事業が継続された。これらの調査や維持回復事業を通じ、被陰にともなう光の環境と土壌改良が重要であることが再確認され、特に武家屋敷内通り一帯の高木のうち、指定樹に隣接する樹木の枝の剪定や、根回り周辺の踏圧の軽減が課題として指摘されたが、先述したように、これらは個人所有の樹木や私有地が大半を占めることから、地域住民の保護意識を高め住民と行政が保護に対する方針等を共有することが求められた。同時に角館を訪れる観光客らにも保護対策の実態や内容を周知し、武家屋敷通り各所に説明板を設け、実施した保護対策事業の内容、その効果についての解説をまとめている。
もともと角館のシダレザクラは、檜木内川堤の桜並木とともに、樹木医の資格を持つ角館町役場職員の文化財担当の黒坂登の熱意と努力によって維持継続されてきた面が強いと、文化庁記念物課の本間暁は指摘している。
仙北市となった後も角館のシダレザクラを管理維持する予算は一般財源に限られているため外部委託による管理も困難で、また、武家屋敷通りという場所柄、観光に訪れる観桜客から入場料の収入を得て管理費の足しにすることも出来ないため、年間を通じてきめ細やかな管理が必要な病害虫対策や枯れ枝の除去作業などは、実質的に文化財課職員の僅かな人員に委ねられている。
1997年（平成9年）の秋田新幹線開業時には、主に首都圏方面から乗り換えなしの直通で角館駅へ行き来が可能となったこともあり、この年だけで年間約233万人の観光客が角館を訪れたという。
2008年（平成19年）に仙北市教育委員会がまとめた報告書には、長年にわたり角館のシダレザクラを管理してきた文化財課職員の黒坂登による、サクラの日常的な管理全般についての詳細な解説がある。この中で黒坂は、サクラは開花期間のほんの1週間ほどは注目されるが、そのわずかの期間に花数の多いサクラを咲かせるため、年間を通して様々な作業があり、外部からは目に見えない苦労も多いが、「桜は手を尽くすと応えてくれる」ので、見事に咲くことがやりがいであり、特に最大の励みとなるのは、開花時にサクラを眺める観光客の傍を通りかかった際に小耳に挟む「すごいね、すばらしいね」の一言であると、サクラの保全保護に対する思いを記している。
秋田県庁の観光文化スポーツ課による『秋田県観光統計』報告によれば、角館のシダレザクラのある武家屋敷通りを訪れた観光客は、コロナ禍前の2018年（平成29年）には484,690人、2017年（平成28年）には526,106人となっており、名実ともに角館は秋田県を代表する観光地に成長したが、その原動力となった「桜の城下町」「枝垂れ桜と武家屋敷」という一般的な角館のイメージが形成されたのは、檜木内川堤のソメイヨシノと武家屋敷通り一帯のシダレザクラが、国の名勝、国の天然記念物に指定されたことが大きな要因であった。

## 交通アクセス
所在地
- 秋田県仙北市角館町表町、東勝楽丁、表町ほか[3][52]。

交通
- JR東日本 秋田新幹線・田沢湖線/秋田内陸縦貫鉄道秋田内陸線角館駅下車、徒歩約20分[52]。
- 秋田自動車道大曲インターチェンジより国道105号線経由、車で約40分[53]。